# Paul Simon (Frans politicus)
Paul Simon (Brest, 14 juni 1886 - Parijs, 6 mei 1956) was een Frans politicus.

## Biografie
Paul Simon was van 1913 tot 1940 lid van de Kamer van Afgevaardigden (Chambre des Députés) voor het departement Finistère en van 1946 tot 1948 lid van de Senaat (Sénat) voor het departement Finistère. Op 10 juli 1940 stemde hij tegen het verlenen van volmachten aan maarschalk Philippe Pétain en behoort als zodanig tot de befaamde Vichy 80.
Simon, een Christendemocraat, was een van de oprichters van de Parti Démocrate Populaire (Democratische Volkspartij), de groot centrumgerichte volkspartij in de jaren 20 en de jaren 30. Na de Tweede Wereldoorlog werd hij lid van de Mouvement Républicain Populaire (Republikeinse Volksbeweging), net als de vooroorlogse PDP een Christendemocratische partij.
Hij overleed op 69-jarige leeftijd.